# Steimelhagen
Steimelhagen ist ein Ortsteil von Morsbach im Oberbergischen Kreis im südlichen Nordrhein-Westfalen innerhalb des Regierungsbezirks Köln.

## Lage und Beschreibung
In ländlicher, waldreicher Umgebung liegt Steimelhagen am südlichen Ende des Oberbergischen Kreises (NRW). Die Städte Waldbröl und Wissen (jeweils 8–10 km) sowie Gummersbach (34 km), Siegen (48 km) und Köln (75 km) sind in maximal einer Autostunde zu erreichen.
Steimelhagen (Dialekt: Stehmelhaan) ist (nach dem Hauptort Morsbach und Lichtenberg) das drittgrößte Dorf der Gemeinde. Der Kern des ursprünglichen Dorfes liegt in einer in leichter Hanglage befindlichen Mulde, die nach Süden und Südwesten offen ist. Vom alten Ortskern aus bildet die Landschaft zwei Täler, das kleinere mündet im Südwesten, bei Ölmühle, das größere im Süden, bei Kaltau, ins Tal des Holper Bachs. Vom Koppelberg mit seinen beiden markanten Eichen am südlichen Ortsrand bietet sich ein Panoramablick auf den zum südlich der Sieg ansteigenden Westerwald. Bei klarem Wetter ist in der Ferne der Sendeturm von Bad Marienberg zu erkennen.
Etwa eineinhalb Kilometer südöstlich von Steimelhagen befindet sich an der Straße nach Wissen der Dreiherrenstein, im Volksmund „Landstein“ genannt. Dieser bereits vor dem Jahr 1500 erwähnte Grenzstein markierte das frühere Gebiet der Homburger, Wildenburger und Saynischen Besitzungen. Heute zeigt er die Grenze zwischen den Bundesländern Nordrhein-Westfalen und Rheinland-Pfalz und damit auch die der Landkreise Oberberg und Altenkirchen/Ww. an. Benachbarte Steimelhagener Dörfer sind Appenhagen im Norden, Volperhausen im Osten, Zinshardt im Süden, Ölmühle im Südwesten und das Kirchendorf Holpe im Westen.

## Geschichte
Die schmale Höhenstraße, die von Norden, aus Richtung Appenhagen kommend, südöstlich abbiegend, Richtung Wissen führt, soll Napoleon als Heerstrasse gedient haben. Nach Recherchen des Wissener Heimatforschers Josef Heer war dieser Weg bereits Bestandteil eines 28 km langen Fernweges aus der Zeit der Merowingerkönige (500–700) und schließt bei Oberzielenbach an die noch ältere Handelsstraße Trier, Bonn, Olpe, Paderborn, Lübeck an. Diese „Via regia“ genannte „Königsstraße“ führt über Wallershausen, Appenhagen, Steimelhagen, Hagdorn, Streitholz, Wissen, Kirchseifen, „Gebück“ bei Brunken/Burbach über den „Schwedengraben“ nach Hachenburg.
Neben ausgeprägter Landwirtschaft wurde in und um Steimelhagen, das scharf innerhalb der Westgrenze des Siegerländer Erzreviers liegt, intensiv Bergbau betrieben. Der Steimelhagener Berg enthielt eine Menge Eisenerz und ist dementsprechend von zahlreichen Stollen durchzogen. Letzte Zeugen dieser Epoche, die in den 1920er Jahren endete, sind die Restanlagen der ehemaligen Grube „Georg und Sonne“ an der Straße nach Volperhausen (Gesamtfördermenge: 281 608 t Eisenstein), mindestens zwei inzwischen zugeschüttete Schächte nördlich und südöstlich des Dorfs oder auch die Flurbezeichnung „Neu Glück“. Dort, oberhalb der Ortschaft Kaltau (Rheinland-Pfalz), ist noch ein eingefallener Stollenmund zu erkennen. Die Grube „Georg und Sonne“ war die größte der Gemeinde Morsbach und hatte bis zu 330 Belegschaftsmitglieder.

### Erstnennung
1464 wurde der Ort das erste Mal urkundlich erwähnt, und zwar „Homburger Grenzweistum“.
Die Schreibweise der Erstnennung war Steymelhaen.
Bedeutung des Namens:
Der zweite Teil des Dorfnamens ist einfach zu erklären: Das Wort Hag stammt aus dem althochdeutschen Sprachgebrauch und bezeichnet u. a. eine Einfriedung, Gehege, Umzäunung. Es kann dabei einen (etwa mit Dornenhecken und Zäunen) umfriedeten Wald, eine Weidefläche oder einen Ort meinen.
Für den Namen Steimel gibt es keine sichere Erklärung, aber unterschiedliche Deutungen. Es fällt auf, dass er als Familien-, Orts- und Flurname häufig entlang des kompletten Verlaufs der Sieg und Teilen der Agger vorkommt.
- Deutung 1: Ort, an dem einst Opfersteine, Steinmale standen (Kultplatz).
- Deutung 2: Bezeichnung eines Steinhügels.
- Deutung 3: Ableitung von Steinmüller, Mühle am Stein (Steinmill, Stehmel). Nicht auszuschließen, vielleicht sogar wahrscheinlich, ist auch die Definition, dass sich Mitglieder einer Sippe namens Steimel hier angesiedelt haben.

## Vereinswesen
- Dorfgemeinschaft Steimelhagen
- Freikirchliche Gemeinde in Morsbach e. V., FGiM